# Jakob Bech Nygaard
Jakob Bech Nygaard (24. april 1911 – 31. juli 1988) var en dansk forfatter.
Bech Nygaard skrev bl.a. Guds blinde øje og Du blev træl. Han var meget produktiv, og hans romaner var i sin tid blandt de mest udlånte fra bibliotekerne. Udover sine romaner – med sociale og eksistentielle temaer fra underprivilegerede samfundsgrupper – skrev han børnebøger og bidrog med noveller til aviser og blade.
Jacob Bech Nygaard modtog i 1964 Boghandlernes Gyldne Laurbær.

## Eksterne links
- Jakob Bech Nygaard på Bibliografi.dk
- Jakob Bech Nygaard på Dansk Forfatterleksikon
- Jakob Bech Nygaard på gravsted.dk

|  | Artiklen om Jakob Bech Nygaard kan blive bedre, hvis der indsættes et (bedre) billede Du kan hjælpe ved at afsøge Wikimedia Commons for et passende billede eller uploade et godt billede til Wikimedia Commons iht. de tilladte licenser og indsætte det i artiklen. |